# Paul Van den Berghe

Wappen

Paul Van den Berghe (* 7. Januar 1933 in Geraardsbergen) ist Altbischof von Antwerpen.

## Leben
Paul Van den Berghe empfing am 15. Juni 1957 die Priesterweihe für das Bistum Gent.
Papst Johannes Paul II. ernannte ihn am 3. Juli 1980 zum Bischof von Antwerpen. Der Erzbischof von Mecheln-Brüssel, Godfried Danneels, spendete ihm am 7. September desselben Jahres die Bischofsweihe; Mitkonsekratoren waren Léonce Albert Van Peteghem, Bischof von Gent, und Guillaume Marie van Zuylen, Bischof von Lüttich.
Am 28. Oktober 2008 nahm Papst Benedikt XVI. sein altersbedingtes Rücktrittsgesuch an.